# 2,3-Hexandion
2,3-Hexandion ist eine chemische Verbindung aus der Gruppe der Alkandione.

## Vorkommen
Die Verbindung wurde in fermentierten Sojabohnen, Pfirsichen, gebratenem Huhn, Bier, Kaffee, Shoyu und Muscheln nachgewiesen.

## Gewinnung und Darstellung
Die Verbindung kann aus Methylbutylketon und Ethylpropylketon über das Monoxim dargestellt werden.

## Eigenschaften
2,3-Hexandion ist als technisches Produkt eine gelbe Flüssigkeit mit charakteristischem Geruch, die löslich in Wasser ist. Sie hat einen kräftigen, cremigen, süßen und butterartigen Geruch (weniger als Diacetyl) und einen butterartigen Käsegeschmack.

### Sicherheitstechnische Kenngrößen
Die Verbindung bildet leicht entzündliche Dampf-Luft-Gemische. Sie hat einen Flammpunkt von 28 °C. Der Explosionsbereich liegt zwischen 1,2 Vol.‑% als untere Explosionsgrenze (UEG) und 5,9 Vol.‑% als obere Explosionsgrenze (OEG). Die Zündtemperatur beträgt 245 °C. Der Stoff fällt somit in die Temperaturklasse T3.

## Verwendung
2,3-Hexandion wird verwendet, um den Einfluss der Xanthan-Konzentration auf die Freisetzung von Aromastoffen in xanthanverdickten Lebensmittelmodellsystemen zu bewerten. Es wird auch als Aromastoff eingesetzt.